# Microcavia shiptoni
Microcavia shiptoni é uma espécie de roedor da família Caviidae.
É endêmica da Argentina, onde pode ser encontrada nas províncias de Tucumán, Catamarca e Salta.